# BV De Graafschap in het seizoen 2025/26 (vrouwen)
Het seizoen 2025/26 is het tweede jaar in het bestaan van het Doetinchemse vrouwenvoetbalelftal van De Graafschap. De club komt uit in de Vrouwen Eerste divisie en neemt ook deel aan het toernooi om de KNVB Beker.

## Selectie en technische staf

### Selectie
| Nr.             | Nat.               | Naam               | Competitie  | Competitie  | Beker       | Beker       | Totaal      | Totaal      | Seizoen bij De Graafschap | Vorige club      | Contract     |
| Nr.             | Nat.               | Naam               | W           | Goal        | W           | Goal        | W           | Goal        | Seizoen bij De Graafschap | Vorige club      | Contract     |
| Doelvrouwen     | Doelvrouwen        | Doelvrouwen        | Doelvrouwen | Doelvrouwen | Doelvrouwen | Doelvrouwen | Doelvrouwen | Doelvrouwen | Doelvrouwen               | Doelvrouwen      | Doelvrouwen  |
| --------------- | ------------------ | ------------------ | ----------- | ----------- | ----------- | ----------- | ----------- | ----------- | ------------------------- | ---------------- | ------------ |
| 1               | Vlag van Nederland | Ella Kers          | 0           | 0           | 0           | 0           | 0           | 0           | 2e                        | Jeugd            | 30 juni 2026 |
| 16              | Vlag van Nederland | Linden Alkema      | 0           | 0           | 0           | 0           | 0           | 0           | 2e                        | FC Twente        | 30 juni 2025 |
| ?               | Vlag van Nederland | Kiki Vissers       | 0           | 0           | 0           | 0           | 0           | 0           | 1e                        | FC Twente        | 30 juni 2026 |
| Verdedigsters   |                    |                    |             |             |             |             |             |             |                           |                  |              |
| 2               | Vlag van Nederland | Chayenne Mulder    | 0           | 0           | 0           | 0           | 0           | 0           | 2e                        | FC Twente        | 30 juni 2026 |
| 3               | Vlag van Nederland | Rachel Kleine      | 0           | 0           | 0           | 0           | 0           | 0           | 2e                        | Excelsior        | 30 juni 2026 |
| 4               | Vlag van Nederland | Lotte Jansen       | 0           | 0           | 0           | 0           | 0           | 0           | 2e                        | SV Zulte Waregem | 30 juni 2026 |
| 5               | Vlag van Nederland | Annemijn Hakkers   | 0           | 0           | 0           | 0           | 0           | 0           | 2e                        | Jeugd            | 30 juni 2026 |
| 15              | Vlag van Nederland | Inge Bolder        | 0           | 0           | 0           | 0           | 0           | 0           | 2e                        | Jeugd            | 30 juni 2026 |
| 18              | Vlag van Nederland | Lijne Klees        | 0           | 0           | 0           | 0           | 0           | 0           | 2e                        | Jeugd            | 30 juni 2026 |
| 25              | Vlag van Nederland | Rafa Rothmann      | 0           | 0           | 0           | 0           | 0           | 0           | 2e                        | Jeugd            | 30 juni 2026 |
| 31              | Vlag van Nederland | Dewi Snippe        | 0           | 0           | 0           | 0           | 0           | 0           | 2e                        | sc Heerenveen    | 30 juni 2026 |
| ?               | Vlag van Nederland | Rosa van Wershoven | 0           | 0           | 0           | 0           | 0           | 0           | 1e                        | Fortuna Sittard  | 30 juni 2026 |
| Middenveldsters |                    |                    |             |             |             |             |             |             |                           |                  |              |
| 6               | Vlag van Nederland | Bibi van Engen     | 0           | 0           | 0           | 0           | 0           | 0           | 2e                        | Studeren         | 30 juni 2026 |
| 8               | Vlag van Nederland | Kee Hubert         | 0           | 0           | 0           | 0           | 0           | 0           | 2e                        | Jeugd            | 30 juni 2026 |
| 17              | Vlag van Nederland | Anne Tijink        | 0           | 0           | 0           | 0           | 0           | 0           | 2e                        | Quick '20        | 30 juni 2025 |
| 21              | Vlag van Nederland | Zoey Verheij       | 0           | 0           | 0           | 0           | 0           | 0           | 2e                        | Jeugd            | 30 juni 2026 |
| 22              | Vlag van Nederland | Kim Joosten        | 0           | 0           | 0           | 0           | 0           | 0           | 2e                        | VV Eldenia       | 30 juni 2026 |
| 24              | Vlag van Nederland | Britt Reisner      | 0           | 0           | 0           | 0           | 0           | 0           | 2e                        | Jeugd            | 30 juni 2025 |
| ?               | Vlag van Nederland | Marilyn Brummel    | 0           | 0           | 0           | 0           | 0           | 0           | 1e                        | PEC Zwolle       | 30 juni 2026 |
| ?               | Vlag van Nederland | Ise de Reus        | 0           | 0           | 0           | 0           | 0           | 0           | 1e                        | Jeugd            | Contractloos |
| Aanvalsters     |                    |                    |             |             |             |             |             |             |                           |                  |              |
| 7               | Vlag van Nederland | Sterre Visser      | 0           | 0           | 0           | 0           | 0           | 0           | 2e                        | Jeugd            | 30 juni 2026 |
| 9               | Vlag van Nederland | Sam Roddenhof      | 0           | 0           | 0           | 0           | 0           | 0           | 2e                        | FC Twente        | 30 juni 2026 |
| 14              | Vlag van Nederland | Noni-Rose Joseph   | 0           | 0           | 0           | 0           | 0           | 0           | 2e                        | Jeugd            | 30 juni 2026 |
| 20              | Vlag van Nederland | Maud Reijenga      | 0           | 0           | 0           | 0           | 0           | 0           | 2e                        | Jeugd            | 30 juni 2026 |
| ?               | Vlag van Nederland | Bonny Lammers      | 0           | 0           | 0           | 0           | 0           | 0           | 1e                        | Jeugd            | 30 juni 2026 |
| ?               | Vlag van Nederland | Yasmine Bouwman    | 0           | 0           | 0           | 0           | 0           | 0           | 1e                        | Jeugd            | Contractloos |
| ?               | Vlag van Nederland | Dani Meeuwsen      | 0           | 0           | 0           | 0           | 0           | 0           | 1e                        | Jeugd            | Contractloos |
| Nr.             | Nat.               | Naam               | W           | Goal        | W           | Goal        | W           | Goal        | Seizoen bij De Graafschap | Vorige club      | Contract     |
| Nr.             | Nat.               | Naam               | Competitie  | Competitie  | Beker       | Beker       | Totaal      | Totaal      | Seizoen bij De Graafschap | Vorige club      | Contract     |

### Legenda
| # | Reden                                          |
| - | ---------------------------------------------- |
|   | Heeft de club in het lopende seizoen verlaten. |

### Technische staf
| Naam                | Functie      |
| ------------------- | ------------ |
| Timo Kleinhesselink | Hoofdtrainer |

## Transfers

### Zomer

#### Aangetrokken 2024/25
| Nat.               | Naam               | Van                             | Contract     | Bijzonderheden |
| ------------------ | ------------------ | ------------------------------- | ------------ | -------------- |
| Vlag van Nederland | Marilyn Brummel    | PEC Zwolle                      | 30 juni 2026 |                |
| Vlag van Nederland | Bibi van Engen     | Studeren in de Verenigde Staten | 30 juni 2026 |                |
| Vlag van Nederland | Bonny Lammers      | Excelsior                       | 30 juni 2026 |                |
| Vlag van Nederland | Dewi Snippe        | sc Heerenveen                   | 30 juni 2026 | Was al gehuurd |
| Vlag van Nederland | Kiki Vissers       | FC Twente                       | 30 juni 2026 |                |
| Vlag van Nederland | Rosa van Wershoven | Fortuna Sittard                 | 30 juni 2026 |                |

#### Vertrokken 2025/26
| Nat.               | Naam            | Naar         | Bijzonderheden               |
| ------------------ | --------------- | ------------ | ---------------------------- |
| Vlag van Nederland | Tess Alkema     | AZSV         |                              |
| Vlag van Nederland | Bibi van Engen  |              | Studeren in Verenigde Staten |
| Vlag van Nederland | Linde Geltink   | DZC '68      |                              |
| Vlag van Nederland | Isa Hubers      | AZSV         |                              |
| Vlag van Nederland | Lotte Masseling | VfR Warbeyen |                              |
| Vlag van Nederland | Jinke Wagenmans | Onbekend     |                              |
| Vlag van Nederland | Milou Zeijseink | DZC '68      |                              |

### Jeugdopleiding

#### Aangetrokken 2025/26
| Nat.               | Naam            | Contract | Bijzonderheden |
| ------------------ | --------------- | -------- | -------------- |
| Vlag van Nederland | Yasmine Bouwman |          |                |
| Vlag van Nederland | Dani Meeuwsen   |          |                |
| Vlag van Nederland | Ise de Reus     |          |                |

#### Vertrokken 2025/26
| Nat.               | Naam         | Naar            | Bijzonderheden |
| ------------------ | ------------ | --------------- | -------------- |
| Vlag van Nederland | Yara Menting | Jong FC Utrecht |                |

### Winter

#### Aangetrokken 2025/26
| Nat. | Naam | Van | Bijzonderheden |
| ---- | ---- | --- | -------------- |
|      |      |     |                |

#### Vertrokken 2025/26
| Nat. | Naam | Naar | Bijzonderheden |
| ---- | ---- | ---- | -------------- |
|      |      |      |                |

## Wedstrijdstatistieken

### Oefenwedstrijden
| Oefenwedstrijd 1                                                                                | Jong Ajax                                               | Afgelast         | De Graafschap | Opstelling De Graafschap |
| 1 juli 2025 Aanvangstijd: 18.00 uur Plaats: Amsterdam Sportpark De Toekomst                     |                                                         | Wedstrijdverslag | |                          |
| Oefenwedstrijd 2                                                                                | VV Voorwaarts                                           | 0 – 19           | De Graafschap | Opstelling De Graafschap |
| 5 juli 2025 Aanvangstijd: 12.20 uur Plaats: Westerhaar-Vriezenveensewijk Sportpark 't Twistveen |                                                         | Wedstrijdverslag | Dewi Snippe Sam Roddenhof Maud Reijenga Noni-Rose Joseph Kee Hubert Britt Reisner Ise de Reus Rafa Rothmann e.d' | Onbekend                 |
| Oefenwedstrijd 3                                                                                | Jong FC Twente                                          | 2 – 2 (2 – 0)    | De Graafschap | Opstelling De Graafschap |
| 10 juli 2025 Aanvangstijd: 19.00 uur Plaats: Oldenzaal Sportpark 't Venterinck                  | Onbekend                                                | Wedstrijdverslag | Maud Reijenga | Onbekend                 |
| Oefenwedstrijd 4                                                                                | De Graafschap                                           | 0 – 1 (0 – 0)    | SV Saestum | Opstelling De Graafschap |
| 16 augustus 2025 Aanvangstijd: 15.00 uur Plaats: Doetinchem Sportpark De Bezelhorst             |                                                         | Wedstrijdverslag | Onbekend | Onbekend                 |
| Oefenwedstrijd 5                                                                                | De Graafschap                                           | 6 – 1            | SV Saestum | Opstelling De Graafschap |
| 16 augustus 2025 Aanvangstijd: 17.00 uur Plaats: Doetinchem Sportpark De Bezelhorst             | Dani Meeuwsen Yasmine Bouwman Anne Tijink Britt Reisner | Wedstrijdverslag | Onbekend | Onbekend                 |
| Oefenwedstrijd 6                                                                                | Jong PEC Zwolle                                         | 2 – 3 (1 – 2)    | De Graafschap | Opstelling De Graafschap |
| 19 augustus 2025 Aanvangstijd: nnb. Plaats: Zwolle                                              | Onbekend                                                | Wedstrijdverslag | 2' Noni-Rose Joseph 23' Bonny Lammers 53' Dewi Snippe                                                            | Onbekend                 |
| Oefenwedstrijd 7                                                                                | FC Groningen                                            | – ( – )          | De Graafschap | Opstelling De Graafschap |
| 30 augustus 2025 Aanvangstijd: nnb. Plaats: Groningen Sportpark Corpus den Hoorn                |                                                         | Wedstrijdverslag | |                          |

### Eerste divisie

#### Najaarscompetitie
|       | Jong Ajax | Jong AZ | Jong PSV | Jong FC Twente | Jong FC Utrecht | Sparta Rotterdam |
| ----- | --------- | ------- | -------- | -------------- | --------------- | ---------------- |
| Thuis | –         | –       | –        | –              | –               | –                |
| Uit   | –         | –       | –        | –              | –               | –                |

## Statistieken De Graafschap 2025/2026

### Eindstand De Graafschap in de najaarscompetitie van de Nederlandse Eerste divisie 2025 / 2026
| Stand | Gespeeld | Gewonnen | Gelijk | Verloren | Punten | Doelpunten voor | Doelpunten tegen | Gele kaarten | Rode kaarten |
| ----- | -------- | -------- | ------ | -------- | ------ | --------------- | ---------------- | ------------ | ------------ |
|       |          |          |        |          |        |                 |                  |              |              |

### Tussenstand De Graafschap in de voorjaarscompetitie van de Nederlandse Eerste divisie 2025 / 2026
| Stand | Gespeeld | Gewonnen | Gelijk | Verloren | Punten | Doelpunten voor | Doelpunten tegen | Gele kaarten | Rode kaarten |
| ----- | -------- | -------- | ------ | -------- | ------ | --------------- | ---------------- | ------------ | ------------ |
|       |          |          |        |          |        |                 |                  |              |              |

### Topscorers
| #              | Naam   | Goal |
| -------------- | ------ | ---- |
| 1.             |        | 0    |
| Eigen doelpunt |        |      |
|                |        |      |
| Totaal         | Totaal | 0    |

| #              | Naam   | Goal |
| -------------- | ------ | ---- |
| 1.             |        | 0    |
| Eigen doelpunt |        |      |
|                |        |      |
| Totaal         | Totaal | 0    |

| #      | Naam   | Goal |
| ------ | ------ | ---- |
|        | Geen   |      |
| Totaal | Totaal | 0    |

| #      | Naam             | Goal |
| ------ | ---------------- | ---- |
| 1.     | Maud Reijenga    | 5    |
| 1.     | Dewi Snippe      | 5    |
| 3.     | Noni-Rose Joseph | 4    |
| 3.     | Sam Roddenhof    | 4    |
| 5.     | Yasmine Bouwman  | 2    |
| 5.     | Dani Meeuwsen    | 2    |
| 5.     | Britt Reisner    | 2    |
| 8.     | Kee Hubert       | 1    |
| 8.     | Bonny Lammers    | 1    |
| 8.     | Ise de Reus      | 1    |
| 8.     | Rafa Rothmann    | 1    |
| 8.     | Anne Tijink      | 1    |
| Totaal | Totaal           | 30   |

### Kaarten
| #      | Naam   | Kreeg geel |
| ------ | ------ | ---------- |
| 1.     |        | 0          |
| Totaal | Totaal | 0          |

| #      | Naam   | Kreeg voor de tweede keer geel en dus rood |
| ------ | ------ | ------------------------------------------ |
| 1.     |        | 0                                          |
| Totaal | Totaal | 0                                          |

| #      | Naam   | Weggestuurd |
| ------ | ------ | ----------- |
| 1.     |        | 0           |
| Totaal | Totaal | 0           |

## Voetnoten
Jong ADO Den Haag · Jong Ajax · Jong AZ · Jong Excelsior Rotterdam · Jong Feyenoord · De Graafschap · FC Groningen · Jong sc Heerenveen · Jong PEC Zwolle · Jong PSV · Sparta Rotterdam · Jong Telstar · Jong FC Twente · Jong FC Utrecht